# Aeolosaurus rionegrinus
Aeolosaurus rionegrinus ("lagarto de Eolo de Rio Negro") es una especie y tipo del género Aeolosaurus de dinosaurio saurópodo aeolosaúrido, que vivió a finales del período Cretácico, en el Campaniense, hace aproximadamente 74 a 70 millones de años, en lo que hoy es Sudamérica. Es la especie tipo de Aeolosaurus, A. rionegrinus, que fue originalmente nombrada como género en la presentación de la tesis doctoral de Jaime E. Powell. Sin embargo, según las reglas de la ICZN, los nombres de las disertaciones no son válidos, No siendo formalmente nombrado hasta un a publicación el año siguiente. la tesis de Powell fue recién publicada en 2003, lo que ocasionó que fuera incorrectamente citado varias veces el nombre de género. El holotipo, MJG-R 1, de Aeolosaurus rionegrinus consiste en una serie de siete vértebras, con buena parte de ambos miembros posteriores y de la pata delantera derecha. Fue descubierto en la Formación Angostura Colorada en Argentina, datada en el Campaniano durante el Cretácico superior hace alrededor de 83 a 74 millones de años.